# Ардебиль (бриг, 1828)
«Ардебиль» — бриг Каспийской флотилии Российской империи. Находился в составе флота с 1828 по 1837 год, принимал участие в Русско-турецкой войне 1828—1829 годов, использовался в качестве транспортного и карантинного судна, во время своего первого плавания затонул на Волге, однако был позднее поднят и отремонтирован, а по окончании службы был разобран в Астрахани.

## Описание брига
Парусный бриг с деревянным корпусом, длина судна по сведениям из различных источников составляла 21,69—21,7 метра, ширина — 6,4 метра, а осадка 2,9 метра. Вооружение судна состояло из 8 орудий.
Бриг получил своё название в память о взятии русскими войсками города Ардебиль в 25 января (6 февраля) 1828 года.

## История службы
Бриг «Ардебиль» был заложен на стапеле Астраханского адмиралтейства в мае 1827 года и после спуска на воду 27 апреля (9 мая) 1828 года вошёл в состав Каспийской флотилии России. Строительство корабля вёл кораблестроитель в звании подпоручика Корпуса корабельных инженеров С. О. Бурачёк.
Во время Русско-турецкой войны 1828—1829 годов в кампанию 1829 года обеспечивал доставку припасов и войск из Астрахани в действующую армию. 23 июня (5 июля) 1829 года во время шёл под парусами по Волге от устья к Астрахани, при этом для прохождения мелей на реке с брига была выгружена часть балласта. Во время этого плавания был опрокинут налетевшим шквалом и затонул. Во время кораблекрушения погибли 5 человек, включая семью командира брига Е. В. Слепцова в полном составе. В том же году бриг был поднят со дна, отремонтирован и вновь введён в состав флотилии.
После окончания войны в течение кампаний 1830—1832 годов выходил в плавания в Каспийское море для перевозки грузов из Астрахани в Баку и устье Куры. В кампанию 1835 года занимал карантинный пост у на рейде у Ленкорани. В 1836 вновь использовался для перевозки грузов по Каспийскому морю.
По окончании службы в 1837 году бриг «Ардебиль» был разобран в Астрахани.

## Командиры брига
Командирами брига «Ардебиль» в составе Российского императорского флота в разное время служили:
- Е. В. Слепцов (1829—1832 годы);
- И. И. Кладкин (1835—1836 годы).

### Комментарии
1. ↑  71 фут 2 дюймов[1].
2. ↑  21 фут[1].
3. ↑  9 футов 6 дюймов[1].
4. ↑  В книге Л. И. Голенищева-Кутузова «О судах Балтийского флота, построенных со времени вступления на престол государя императора Николая Павловича» ошибочно назван подполковником, фактически в книге указано звание кораблестроителя на момент выхода книги в 1843 году[5][6]